# Rotklee-Bläuling

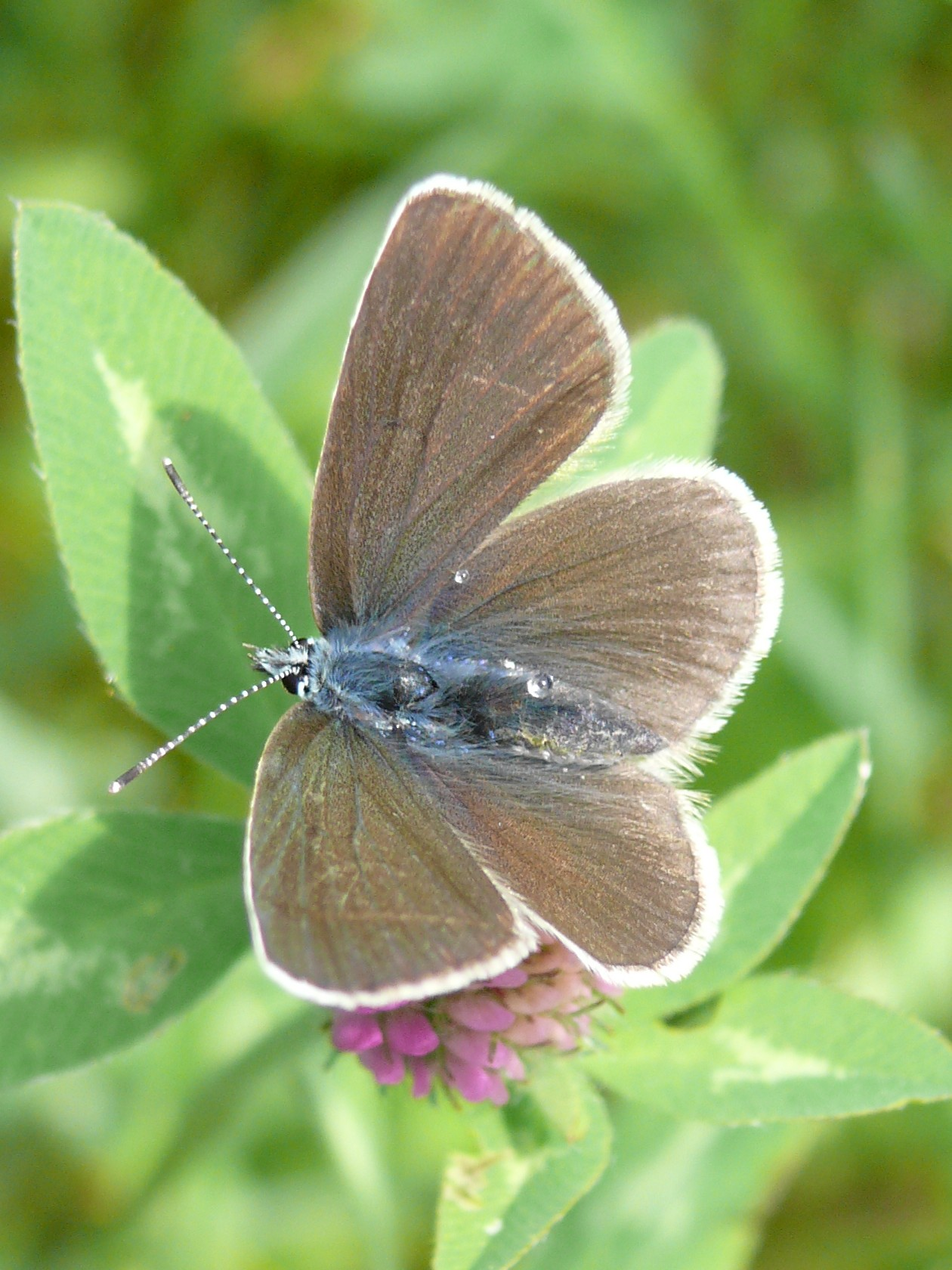
Weiblicher Rotklee-Bläuling

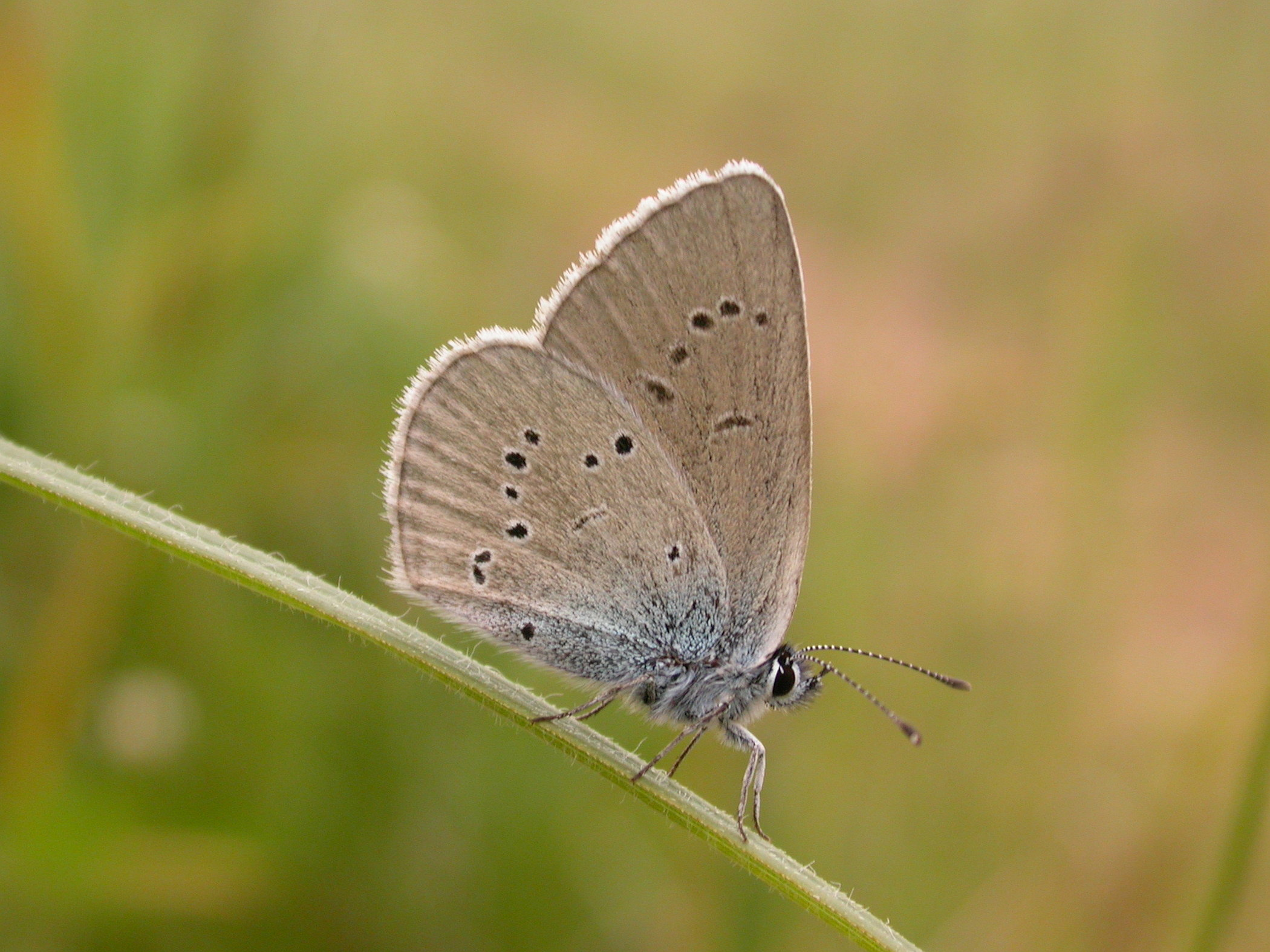
Flügelunterseite des Rotklee-Bläulings

Der Rotklee-Bläuling (Cyaniris semiargus) ist ein Schmetterling (Tagfalter) aus der Familie der Bläulinge (Lycaenidae). Er wird auch als Violetter Waldbläuling bezeichnet.

## Beschreibung
Die Falter des Rotklee-Bläulings sind häufig zu beobachten; sie zeigen einen ausgeprägten Sexualdimorphismus. 
Die Flügeloberseiten der Männchen sind dunkelblau, die Adern sind deutlich schwarz gefärbt. Die Weibchen dieses Bläulings besitzen weiß gesäumte, einfarbig braune Flügeloberseiten; damit ähneln sie dem Storchschnabel-Bläuling (Plebejus eumedon). Die Flügelunterseiten sind zeichnungsarm, hellbraun gefärbt und mit kleinen schwarzen, weiß umrandeten Punkten versehen.

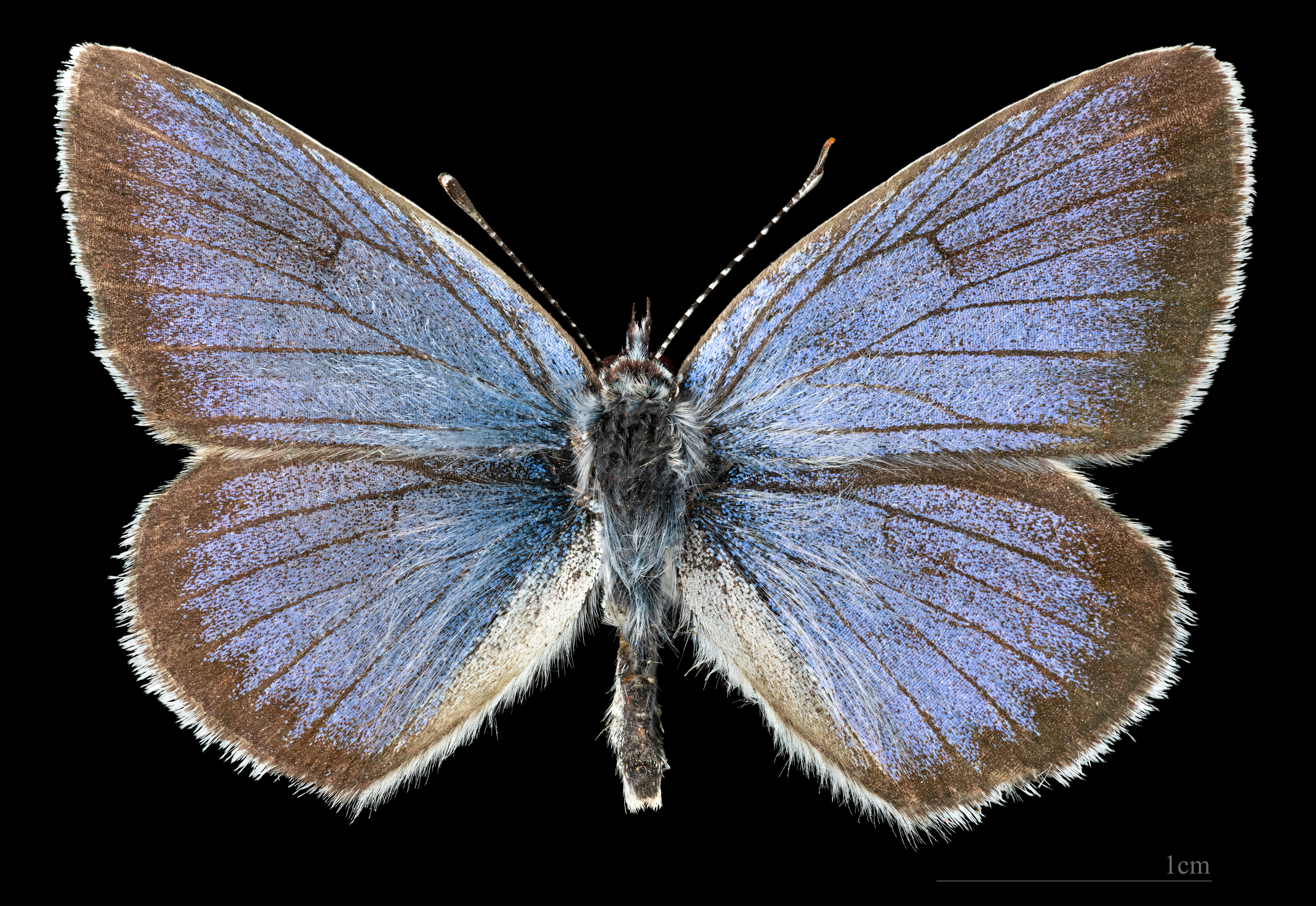
Cyaniris semiargus ♂
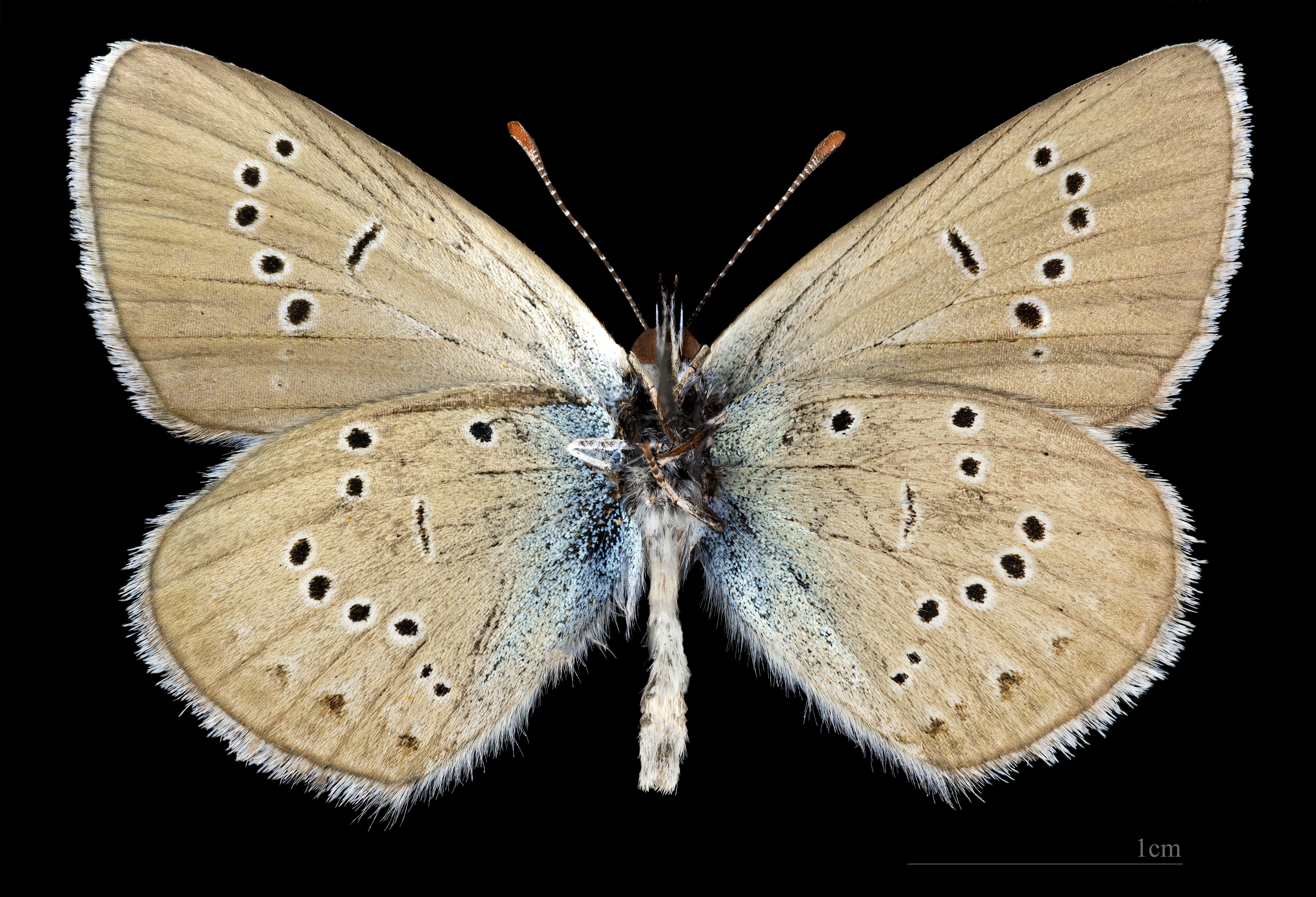
Cyaniris semiargus ♂  △

### Ähnliche Arten
- Storchschnabel-Bläuling (Plebejus eumedon)
- Kleiner Alpen-Bläuling (Cupido osiris)

### Unterarten
- Cyaniris semiargus subsp. helena (Staudinger, 1862), Vorkommen in Griechenland (Peloponnes, Menalon, Oligirtos, Taygetos-, Aroania- und Panachaikon-Gebirge). Die Unterart wird gelegentlich auch als eigenständige Art angesehen: Cyaniris helena.

### Synonym
- Polyommatus semiargus (Rottemburg, 1775)

## Genetik
Vom Genom eines männlichen Rotklee-Bläulings sind 441,5 Mb (Megabasen) sequenziert und in silico 24 Großmolekülen zugeordnet, die seinem haploiden Chromosomensatz 1n = 24 entsprechen.
Als geschlechtsbestimmendes Element wird das Z-Chromosom als Nummer 24 gezählt. Die 23 Autosomen sind nach abnehmender Größe geordnet. Insgesamt wurden 16.408 proteinkodierende Gene festgestellt. Die Daten sind  abgelegt im European Nucleotide Archive und zugänglich unter der Nummer PRJEB42123.

## Flugzeit
Der Rotklee-Bläuling bringt in Deutschland ein bis zwei Generation hervor. Die erste Generation fliegt von Anfang Mai bis August. Eine zweite Generation wird nur partiell gebildet und fliegt im August. Tritt der Rotklee-Bläuling ab Mitte September bis Mitte Oktober erneut in Erscheinung, dann handelt es sich um eine partielle dritte Generation. Nach Ebert kann aber prinzipiell nicht ausgeschlossen werden, dass früh in Diapause gegangene Raupen der ersten Generation frühzeitig erwachen, um ihre Entwicklung noch im selben Jahr abzuschließen und eine dritte Generation nur vortäuschen. In der Schweiz können zwei bis drei Generationen auftreten, die von Mai bis Oktober fliegen. Insgesamt ist das Auftreten der zweiten und dritten Generation sehr stark von den klimatischen Bedingungen abhängig.

## Lebensraum
Die Lebensräume des Rotklee-Bläulings sind gras- und blütenreich und oft feucht. Dazu zählen Wiesen, Gebüsche und Waldlichtungen.

## Lebensweise
Nach der Paarung legen die Weibchen die Eier an den geröteten, aber noch nicht geöffneten Blüten des Wiesen-Klees (Trifolium pratense) ab. Dort fressen die Raupen der letzten Generation bis zur Überwinterung. Die Raupen sind farblich sehr gut an die Futterpflanze angepasst und leben in Symbiose mit verschiedenen Ameisenarten der Gattung Lasius (Wegameisen). 
Die Raupen wachsen in mehreren Larvenstadien, zwischen denen sie sich häuten. Zuletzt erfolgt die Verpuppung, in der sich eine Larve zum erwachsenen Insekt mit vier Flügeln umbaut. Wie alle Lebensvorgänge ist auch die Puppenperiode genetisch gesteuert.
Die Falter bevorzugen bei der Nektarsuche (Schmetterlingsblütler). Dazu gehören u. a. Rotklee, Gewöhnlicher Hornklee (Lotus corniculatus), Weiß-Klee (Trifolium repens), Wiesen-Platterbse (Lathyrus pratensis), Vogel-Wicke (Vicia cracca), Luzerne (Medicago sativa), Saat-Esparsette und Gewöhnlicher Hufeisenklee (Hippocrepis comosa). 

## Verbreitung
Der Rotklee-Bläuling ist verbreitet in Marokko (Antiatlas, Hoher Atlas 2300 bis 2700 m, Mittlerer Atlas 1600 m), in Nordportugal und Spanien (Kantabrisches Gebirge, Pyrenäen, Sierra de Alfacar, Sierra Nevada, Sierra de Segura, Sierra Espuña, Montes Universales, Sierra de Guadarama, Sierra de la Demanda und Provinz Soria). Weiterhin von den Pyrenäen bis nach Fennoskandinavien, die Art wird jedoch selten nördlich des Polarkreises angetroffen. Weitere Verbreitungsgebiete befinden sich in Nordgriechenland und im europäischen Teil der Türkei. Er kommt nicht vor auf der Peloponnes und den Mittelmeerinseln, außer Sizilien. In Großbritannien ist er seit Mitte des 19. Jahrhunderts ausgestorben. In Europa erreicht die Art in der vertikalen Verbreitung Höhen von bis zu 2200 Metern.
- Rote Liste Baden-Württemberg: V (Vorwarnstufe)[6]